# Jordstråling (pseudovidenskab)
|  | Maskinoversættelse og/eller tvivlsomt indhold Denne sides indhold bærer præg af at være en maskinoversættelse og/eller meget dårligt og uklart formuleret. Det vurderes at sproget er så dårligt og eventuelt forkert eller til at misforstå, at det bør omskrives eller oversættes på ny. Du kan hjælpe med at oversætte til korrekt dansk i denne og lignende artikler. Hvis dette ikke sker inden for kort tid, kan en sletning komme på tale. Se evt. denne sides diskussionsside eller i artikelhistorikken. |

 For alternative betydninger, se Jordstråling. (Se også artikler, som begynder med Jordstråling)
Jordstråling er en term som oftest ikke refererer til en videnskabelig anerkendt fysisk effekt, men derimod et "andet strålingsfelt" som studeres indenfor det sværdefinerbare pseudovidenskab. Den hypotetiske jordstråling hævdes at kunne opmåles med hjælp af kvistgang.

## Baggrund
Læren om jordstråling er blevet udbredt i Europa af lægerne Manfred Curry (1899–1953) og Ernst Hartmann (1915–1992), som begge har navngivet hver sin type af såkaldte linjesystemer: Currylinjer og Hartmannlinjer. Disse hypotetiske linjesystemer formodes af udgøre et regelmæssigt netværk over jordoverfladen, hvor jordstrålingen er ekstra koncentreret. Til fortalerne af jordstråling i Sverige, hører akademikerne Nils-Axel Mörner, Leif Floberg og Gerhard Holm. Thord Neumüller, Dan Mattson og Dick Sjöberg. De taler gerne om jordstråling. Ingen af jordstrålingsfortalerne har fremlagt noget videnskabeligt bevis for deres påstande.
Idéerne om jordstråling kan have sammenhæng med en kinesisk folketro om såkaldte dragelinjer af Qistrømme, kraftstrømme. 
I Sverige findes flere foreninger for kvistganginteresserede og Svenska Slagruteförbundet (SSF) er en organisation med omkring 500 medlemmer.  Der arrangeres kurser i at lære kvistgang flere forskellige steder i Sverige.